# Dimarts de Pasqua
El Dimarts de Pasqua (o Tercer Dia de Pasqua) és l'endemà al Dilluns de Pasqua. Fou dia festiu laboral i lúdic al País Valencià tradicionalment, on es va perdre durant el segle xx.
És considerat com un dels tres dies de Pasqua valenciana, on són molt típiques les eixides al camp per a menjar la mona amb familiars o amics (en València capital s'afegeix el dilluns de Sant Vicent).

## Festivitat
Antigament, l'únic dia festiu complet era el Dia de Pasqua, és a dir, el diumenge. El dilluns i el dimarts eren festius a la vesprada. Hi havia col·legi i treball, però només de matí. A la vesprada la gent eixia al camp a menjar la mona, cantar la tarara, botar la corda o empinar el catxirulo. Durant el segle XX es van adoptar dos festius complets, el diumenge i el dilluns, mentre que el dimarts es va perdre.
Altra variant pròpia de València cap i casal era la de baixar al llit del riu Túria a passar les vesprades de Pasqua. També era habitual anar a llogarets propers, com Campanar, Russafa, Benimaclet o Patraix, ara tots ells barris de la ciutat.
Així i tot, és encara festiu local en alguns indrets del país, com en L'Alcora o al Mareny de Barraquetes

## El Tercer dia de Pasqua en la tradició oral
En la cançó popular valenciana Estos tres dies de Pasqua es fa menció del tercer dia de Pasqua, el dimarts:
Estos tres dies de Pasqua
són tres dies de jugar;
Xic i xica que no juguen
és que volen festejar.
Ai xumbala que és carabassa!
Ai xumbala que és polissó!
Ai xumbala les xiques guapes
i les lletges al racó!